# 大学闘争

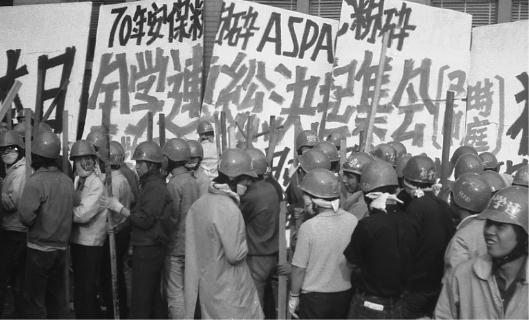
中央大学中庭での集会風景（1968年）

大学闘争（だいがくとうそう）とは、大学で何らかの問題が起り、学生運動が繰り広げられた結果、日常的・全学的に学生と大学が対立状態になることである。大学紛争という呼称が一般的に使われる。
日本では特に1960年代末の、全共闘運動による場合を指す。また、この時期は高等学校や予備校までが闘争状態になった場合も多く、総称して学園紛争という呼称もある。
学生側や学生を支持する人々により「大学闘争」と言われている。それ以外においては「大学紛争」と呼称する傾向がある。